# Église San Gennaro al Vomero
L'église San Gennaro al Vomero est une église de Naples construite dans le quartier de Vomero. Elle est consacrée à saint Janvier, patron de Naples, et dépend de l'archidiocèse de Naples. Le bâtiment est situé à proximité immédiate de la Piazza Vanvitelli, l'une des places principales du quartier.

## Histoire
L'église remonte à 1884, une période au cours de laquelle il a fallu construire un nouveau lieu de culte, car l'église voisine de Santa Maria del Soccorso all'Arenella n'était plus en mesure de satisfaire, à elle seule, les besoins des fidèles : l'une des principales raisons est qu'elle était maintenant trop excentrée. La construction de l'église a été rendue possible grâce à l'intervention du Humbert Ier qui a permis la construction de quatre nouvelles paroisses, dont celle-ci.
Au cours de son histoire, elle a été restaurée à deux reprises à la suite d'effondrements et de dégâts causés par deux tremblements de terre, celui de 1930 et celui de 1980.

## Architecture
L'église est purement néoclassique et est l'œuvre de Luigi Bottino, fils de Giuliano Bottino qui fut un célèbre architecte de la Maison Royale des Bourbons.